# Icterus croconotus
Icterus croconotus е вид птица от семейство Трупиалови (Icteridae). Видът е незастрашен от изчезване.

## Разпространение
Разпространен е в Аржентина, Боливия, Бразилия, Колумбия, Еквадор, Гвиана, Парагвай и Перу.